# Fly (album)
Fly – czwarty album studyjny brytyjskiej piosenkarki Sarah Brightman, wydany w 1995 roku.

## Lista utworów
Źródło: Discogs
| Nr  | Tytuł                                           | Długość |
| --- | ----------------------------------------------- | ------- |
| 1.  | „The Fly”                                       | 2:55    |
| 2.  | „Why”                                           | 5:11    |
| 3.  | „Murder in Mairyland Park”                      | 3:38    |
| 4.  | „How Can Heaven Love Me” (feat. Chris Thompson) | 3:44    |
| 5.  | „A Question of Honour”                          | 6:34    |
| 6.  | „Ghost in the Machinery”                        | 4:23    |
| 7.  | „You Take My Breath Away”                       | 6:49    |
| 8.  | „Something in the Air” (feat. Tom Jones)        | 4:22    |
| 9.  | „Heaven Is Here”                                | 4:03    |
| 10. | „I Loved You”                                   | 4:09    |
| 11. | „Fly”                                           | 2:51    |

## Notowania na listach sprzedaży
| Kraj       | Lista (1997)   | Najwyższa pozycja |
| ---------- | -------------- | ----------------- |
| Austria    | Alben Top 50   | 16                |
| Niemcy     | Albums Top 100 | 20                |
| Szwajcaria | Alben Top 50   | 30                |